# شورتشة (برخوار الشرقي)
شورتشة (بالفارسية: شورچه) هي قرية تقع في إيران في قسم برخوار الشرقي الريفي. يقدر عدد سكانها بـ 32 نسمة .